# 民安圖
民安图（？—1354年），元朝末年官员，紥剌台氏，潮海之子。
至正十二年（1352年），潮海被起义军杀死，民安图袭父职，为靖安县达鲁花赤。至正十三年（1353年），率领大军击败红巾军将领，收复靖安县县治。至正十四年（1354年），起义军再次攻打靖安县，民安图迎战，战到最后力竭被俘，被起义军凌迟而死。